# Słubin (województwo zachodniopomorskie)
Słubin (do 1945 niem. Dianenthal) – osada leśna w Polsce położona w województwie zachodniopomorskim, w powiecie gryfińskim, w gminie Mieszkowice.
Zespół leśniczówki składa się z zabudowań powstałych na początku XX w. - budynku mieszkalnego, stodoły o konstrukcji ryglowej i dawnego kurnika, użytkowanego jako garaż.

## Położenie
Zgodnie z podziałem fizycznogeograficznym Polski według Kondrackiego teren, na którym położony jest Słubin należy do prowincji Niziny Środkowoeuropejskiej, podprowincji Pojezierza Południowobałtyckiego, makroregionu Pojezierze Południowopomorskie oraz w końcowej klasyfikacji do mezoregionu Równina Gorzowska.
Słubin położony jest na śródleśnej polanie przy drodze łączącej Stare Łysogórki z Moryniem, 12 km na zachód od Mieszkowic.

## Historia
- 1801 - folwark Schluckup należy do Nowego Objezierza, w domenie państwowej Cedynia[3]
- 1 połowa XIX w.– 1. połowa XX w. – leśniczówka-wybudowanie (niem. Försterei-Etablissement) Dianenthal należy do Starych Łysogórek[4].

### Nazwa
Vorwerk Schluckup 1778, Schluckup 1795, 1809, Dianenthal 1844, 1856, 1927, Försterei Dianenthal  1941, Słubin 1948
Pierwotna nazwa niemiecka pochodzi od dolno-niemieckiego Schluckup, górnoniemieckiego Schluckauf „czkawka, beknięcie”, być może od przepływającej w pobliżu rzeczki. Fakultatywnie dodawany był apelatyw Vorwerk „folwark”. Prawdopodobnie w związku ze zmianą przeznaczenia nastąpiła również zmiana nazwy na Dianenthal, od nazwy osobowej Diane (Diana, rzymska bogini łowów) + końcówka -en + T(h)al „dolina”. Polska nazwa Słubin została utworzona od nazwy rzeki Słubii, nad którą miejscowość jest położona.

## Demografia
Liczba ludności: